# 劉詩穎 (香港)
劉詩穎（英語：Lau Sze Wing Erica；1998年1月15日－），香港女子游泳運動員。主項是仰泳。曾代表香港於參與過大運會、亞室運等比賽。

## 簡歷
曾就讀於香港培正小學、拔萃女書院。2016年中六畢業後入讀香港理工大學工程系。
1. ↑  . 體路. 2017-08-26  [2022-06-21]. （原始内容存档于2019-04-17）.
2. ↑  . 2017-09-22  [2022-08-18]. （原始内容存档于2022-06-21）.
3. ↑  . 太陽報. 2015-10-28  [2022-06-21]. （原始内容存档于2022-06-21）.